# Énergie en Côte d'Ivoire
Le secteur de l'énergie en Côte d'Ivoire est partagé entre la biomasse traditionnelle, toujours prédominante, les hydrocarbures, et l'hydroélectricité.

## Production d'énergie primaire
La production d'énergie primaire atteignait 440,3 PJ en 2020, en progression de 211 % par rapport à 1990. Elle était composée de 64,9 % de biomasse, 18,1 % de gaz naturel, 14,2 % de pétrole, 2,7 % d'hydroélectricité et 0,01 % de solaire.

### Biomasse
La principale source d'énergie pour la population est l'usage traditionnel de la biomasse, en circuit très court ou en autoconsommation. Le pays a été presque totalement déforesté au cours du siècle écoulé.
Les cultures du palmier à huile et du cacao, importante dans le pays, donnent des coproduits (feuilles, etc) qui sont valorisés énergétiquement.
La centrale biomasse d’Aboisso située à 100 km à l'Est d'Abidjan, est la plus grande centrale d'Afrique de l'Ouest elle est alimentée à partir de déchets agricoles (des feuilles de palmiers) issues de la culture locale et récupérées à 70 % auprès de 12 000 planteurs villageois.

### Pétrole

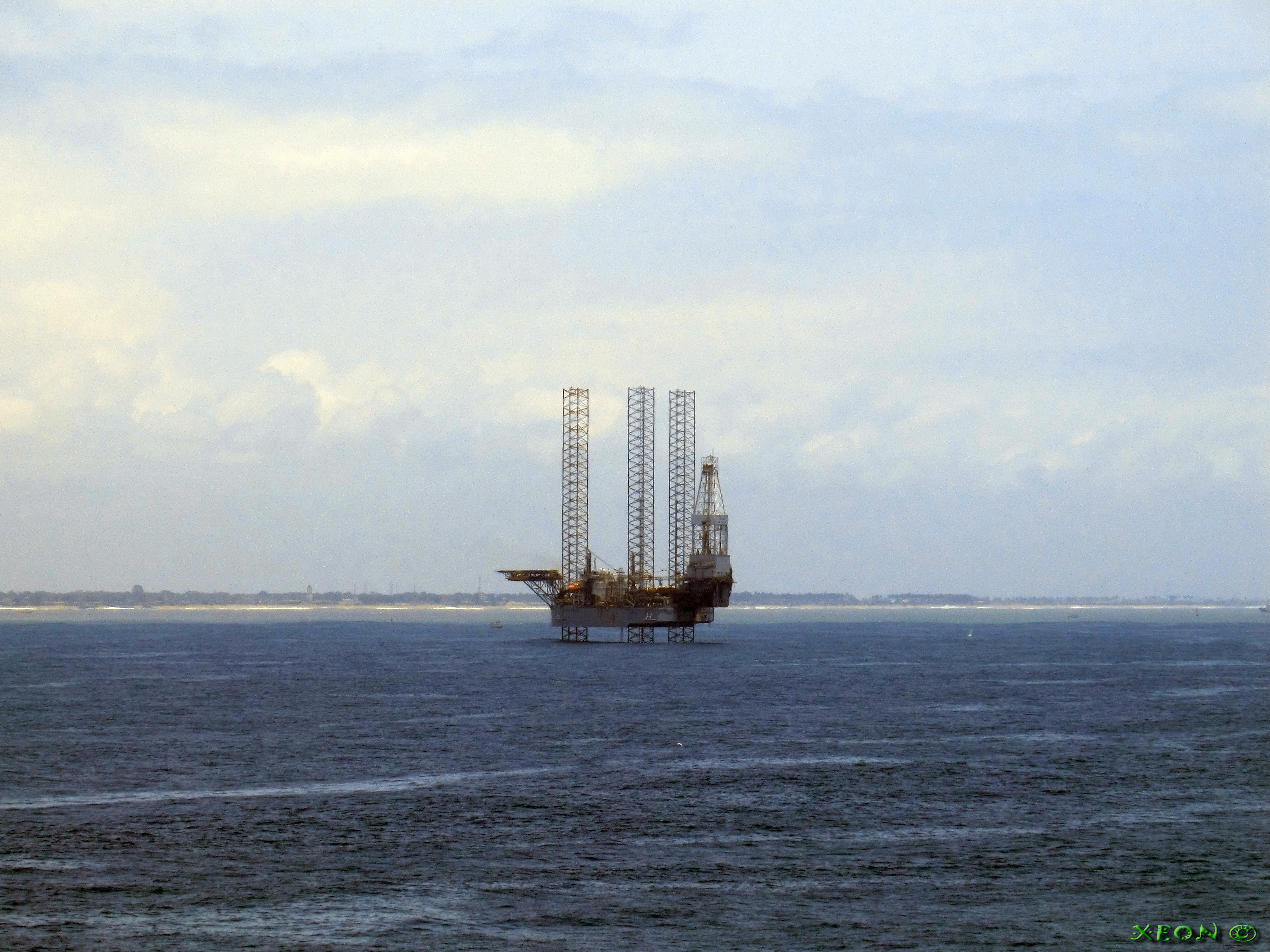
Plate forme pétrolière au large de la Côte d'Ivoire

BGR (Agence fédérale allemande pour les sciences de la Terre et les matières premières) estime les réserves prouvées de pétrole de la Côte d'Ivoire à 14 Mt (millions de tonnes) fin 2020, très loin derrière la Libye (6 580 Mt) et le Nigéria (5 019 Mt). Ces réserves représentent 9 années de production au rythme de 2020 (1,5 Mt. Les ressources potentielles supplémentaires sont estimées à 300 Mt.
La Côte d'Ivoire a une production très modeste de pétrole : environ 35 000 bl/j (barils par jour) en 2020.
La production de pétrole et de gaz vient d'une série de petits gisements situés en mer, dans les eaux littorales peu profondes, à proximité du Ghana, où se prolonge le même système pétrolier. Certains produisent depuis les années 1970. Le gisement le plus important du pays, appelé Baobab, a des réserves initiales de l'ordre de 200 millions de barils, il est exploité depuis 2001 par la compagnie Canadian Natural Resources.
En Septembre 2021, la compagnie italienne ENI a annoncé une découverte beaucoup plus importante en offshore profond, qui pourrait représenter deux milliards de barils.

### Gaz naturel
Les réserves prouvées de gaz naturel de la Côte d'Ivoire étaient estimées par le BGR à 28 Gm3 (milliards de m3) fin 2020, loin derrière le Nigeria 5 848 Gm3 ou l'Algérie (2 279 Gm3), mais au même niveau que le Ghana 23 Gm3. Elles représentent 10 années de production au rythme de 2020 (2,7 Gm3). Les réserves potentielles supplémentaires étaient estimées à 380 Gm3.
La production de gaz du pays est acheminée vers Abidjan, son principal centre industriel. Elle sert en 2020 à 79 % pour la production d'électricité, 8 % pour les besoins propres du secteur de l'énergie et 9,8 % pour l'industrie,.

## Exportations et importations
La Côte d'Ivoire exporte 57,4 PJ de pétrole brut en 2020, soit 92 % de sa production, mais elle en importe 142 PJ. Elle importe 19,8 PJ de produits pétroliers et en exporte 66,8 PJ. La production de gaz naturel est entièrement consommée dans le pays. Les exportations nettes d'électricité (4,2 PJ) représentent 10,5 % de la production électrique.

## Consommation d'énergie primaire
La consommation d'énergie primaire par habitant de la Côte d'Ivoire s'élevait en 2019 à 17,3 GJ, soit seulement 22 % de la moyenne mondiale : 79,1 GJ et 63 % de la moyenne africaine : 27,4 GJ ; celle de la France était de 150,5 GJ, celle de l'Afrique du sud de 100,2 GJ, celle de la Chine de 101,5 GJ et celle des États-Unis de 282 GJ
La consommation d'énergie primaire de la Côte d'Ivoire s'est élevée à 468,6 PJ en 2020. Elle est composée de 37,3 % d'énergies fossiles (pétrole : 20,3 %, gaz naturel : 17,0 %) et 63,6 % d'énergies renouvelables (61,0 % de biomasse, 2,6 % d'hydroélectricité, 0,01 % de solaire), moins 0,9 % d'exportations d'électricité.

### Raffinage
La Société Ivoirienne de Raffinage, entité publique, possède une importante Raffinere à Abidjan, d'une capacité de 68 000 barils/jours. En juillet 2021, un contrat a été signé avec un prestataire américain pour la moderniser : cette mise à jour technique permettra de produire des carburants à teneur en soufre extrêmement basse (10 ppm, soit les mêmes normes qu'en Europe).
En 2020, la raffinerie a utilisé 146,1 PJ de pétrole brut pour produire 143,5 PJ de produits pétroliers, dont près de la moitié ont été exportés.

## Consommation finale d'énergie
La consommation finale d'énergie de la Côte d'Ivoire s'élevait à 323,0 PJ en 2020, dont 60,2 % de biomasse, 30,7 % de consommation directe de combustibles fossiles (pétrole : 28,3 %, gaz naturel : 2,4 %) et 9,1 % d'électricité. Sa répartition par secteur est la suivante : industrie 8,7 %, transport 18,0 %, secteur résidentiel 61,8 %, secteur tertiaire 9,8 %, agriculture 1,2 %, usages non énergétiques (chimie) 0,5 %.

## Secteur de l'électricité
La Compagnie ivoirienne d'électricité, filiale du groupe Eranove, détient, par un accord avec l'état, le monopole de l'électricité dans le pays. A l'été 2021, le pays connaît une sécheresse qui, en réduisant la production des barrages, a contraint à des rationnements électriques.
L'électrification du pays est une des meilleures d'Afrique de l'ouest : en 2011, 74 % de la population vivait dans une localité électrifiée. L'électrification complète du pays est un objectif pour 2025.
Près de 94 % des Ivoiriens sont aujourd’hui raccordés au réseau et les abonnés les plus précaires bénéficient d’un tarif social.

### Production d'électricité
La Côte d'Ivoire a produit 11,25 TWh en 2020, dont 69,4 % à partir de combustibles fossiles (gaz naturel : 69,3 %, pétrole : 0,1 %) et 30,5 % à partir d'énergies renouvelables (29,8 % d'hydroélectricité, 0,6 % de biomasse et 0,1 % de solaire).

#### Hydroélectricité

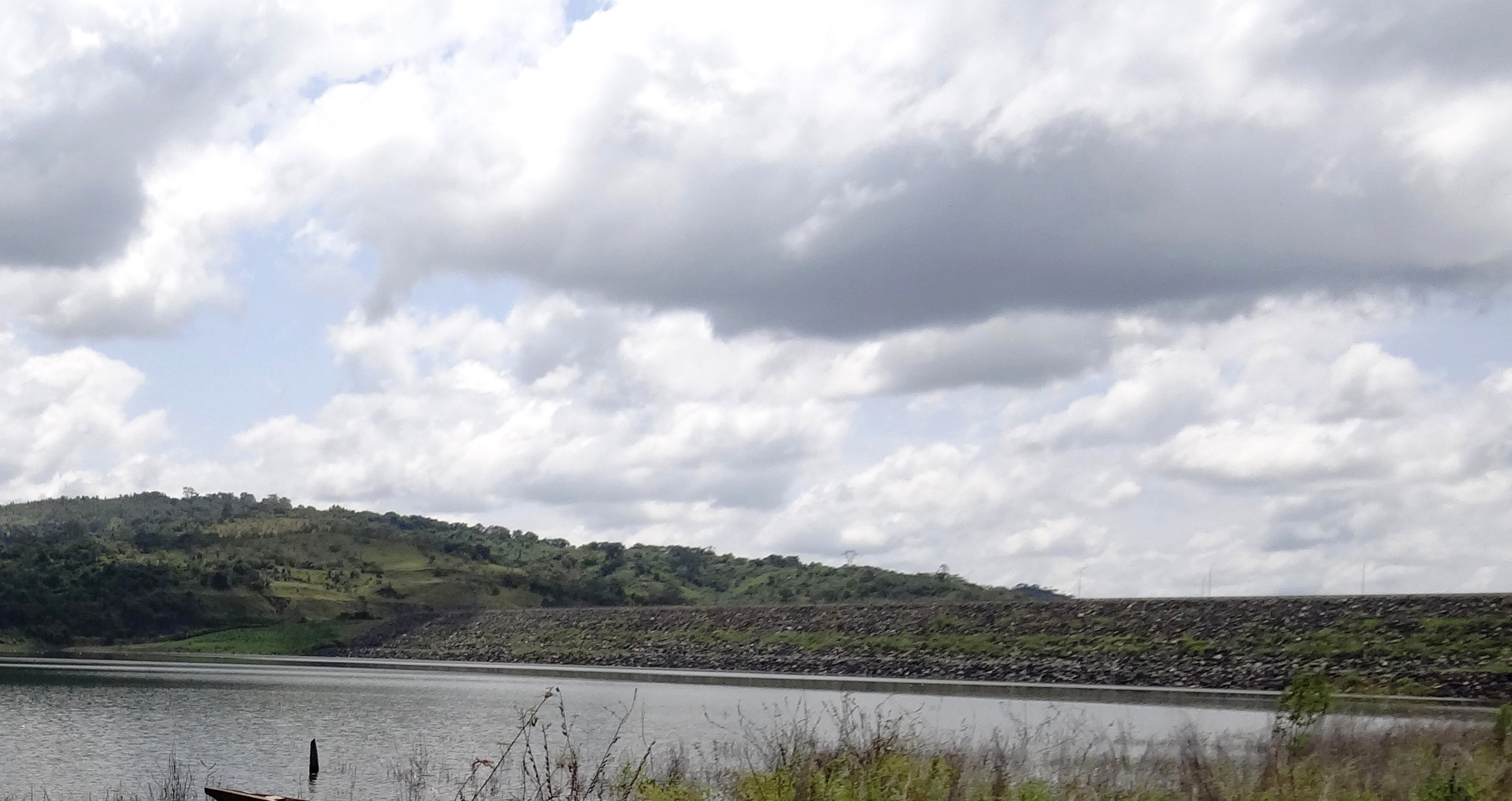
Barrage de Kossou, 2014.

Selon l'International Hydropower Association (IHA), la puissance installée des centrales hydroélectriques de la Côte d'Ivoire s'élevait à 879 MW fin 2021, soit 2,3 % du total africain, au 14e rang en Afrique, loin derrière l'Éthiopie (4 074 MW) ; son voisin le Ghana est au 11e rang avec 1 584 MW.
Le barrage de Soubré (275 MW) a été construit par Sinohydro de 2013 à 2017 près de la ville de Soubré sur le fleuve Sassandra.
Le barrage de Kossou (174 MW) a été construit de 1969 à 1972 sur le fleuve Bandama, dans la circonscription de Yamoussoukro.
Le barrage de Buyo (165 MW), construit de 1970 à 1980 sur le fleuve Sassandra, a été réhabilité en 2017 grâce à un prêt de l’Agence française de développement (AFD).
Le barrage de Taabo (210 MW) a été construit de 1975 à 1979 par Kaisers Engineers and Constructors sur le fleuve Bandama, à  120 km en aval du barrage de Kossou.
Les barrages d'Ayamé 1 (22 MW) et Ayamé 2 (30 MW), construits sur la rivière Bia, ont été mis en service respectivement en 1962 et 1965.
Le barrage de Gribo-Popoli (112 MW) est en construction depuis novembre 2017 par Sinohydro dans le Sud-ouest ivoirien, à environ 7 km en aval du barrage de Soubré. En janvier 2020, le gouvernement ivoirien ratifie un accord de prêt de 258,2 millions € auprès de l’Exim Bank de Chine pour financer le barrage, dont le constructeur prévoit une durée de chantier de 40 mois.
Le barrage de Singrobo-Ahouaty (44 MW), en construction depuis mai 2020 sur le fleuve Bandama, à 23 km en aval du barrage de Taabo, par la société Ivoire Hydro Energy (IHE), sur la base d’un contrat de concession sur 35 ans de type « Build, Own, Operate and Transfer (BOOT) »,, était achevé à 50 % en février 2022 ; sa mise en service est prévue au premier trimestre 2023.

### Échanges internationaux
En 2020, la Côte d'Ivoire a exporté 1,33 TWh et importé 0,15 TWh ; le solde importateur de 1,18 TWh représente 10,5 % de sa production d'électricité.

### Consommation d'électricité
En 2020, la consommation d'électricité de la Côte d'Ivoire s'élevait à 8,14 TWh, dont 30,1 % dans l'industrie, 37,5 % dans le secteur résidentiel, 29,4 % dans le secteur tertiaire et 2,8 % dans l'agriculture.
Selon l'Agence internationale de l'énergie, la consommation moyenne par habitant s'élève en 2019 à 294 kWh, soit 9 % de la moyenne mondiale (3 265 kWh) et 52 % de celle de l'Afrique (560 kWh).

## Impact environnemental
Selon l'AIE, les émissions de CO2 liées à l'énergie par habitant s'élèvent à 0,42 tonne en 2019 en Côte d'Ivoire, soit seulement 9,6 % de la moyenne mondiale : 4,39 tonnes et 43 % de la moyenne africaine : 0,97 tonne.